# Stefan A. Schumer

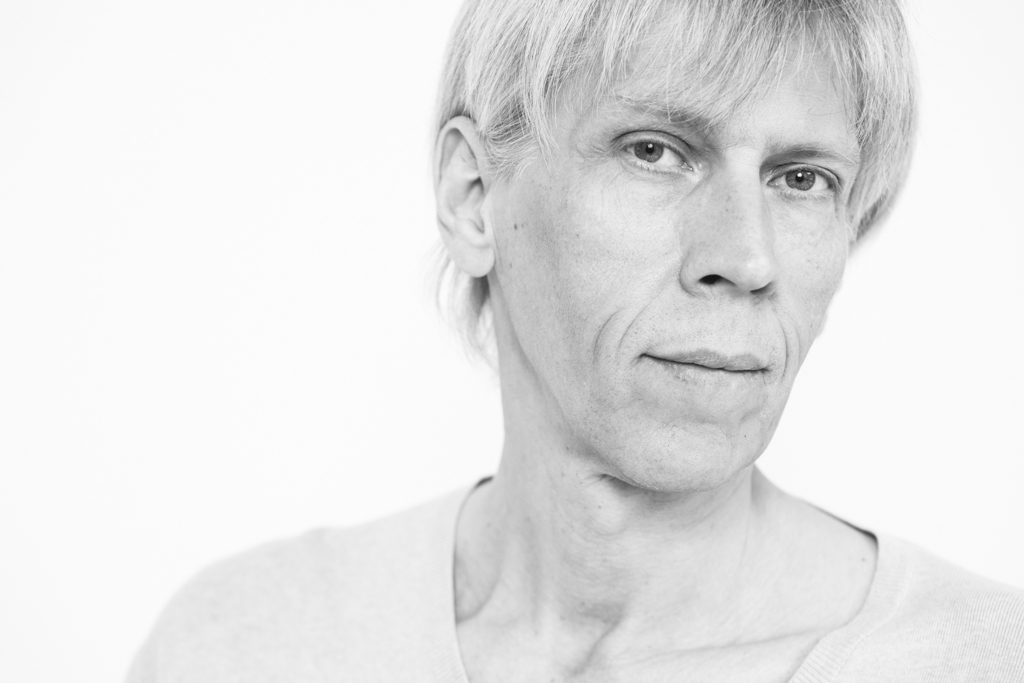
Stefan A. Schumer, 2013

Stefan A. Schumer (* 20. Oktober 1960 in Bad Eisenkappel) ist ein österreichischer Architekt. Er lebt in Wien.

## Leben
Stefan A. Schumer besuchte die Polytechnische Schule in Mödling und studierte von 1981 bis 1988 an der Akademie der bildenden Künste Wien an der Meisterschule (Institut) für Architektur bei Gustav Peichl. Während seines Studiums arbeitete er mit Ernst Anton Plischke an der Aufarbeitung dessen Archives sowie fünf Jahre am Buch „Ein Leben mit Architektur“ (Löcker Verlag, Wien, 1989).
1991 gewann er zusammen mit Gustav Peichl und Walter Achatz den Wettbewerb zum Neubau des neuen Probegebäudes der Münchner Kammerspiele. Die Sanierung der Münchner Kammerspiele wurde nach über zehnjähriger Planungs- und Bauzeit der Architekten im Jahr 2001 fertiggestellt. Ebenfalls in München fertigte er zusammen mit dem Münchner Architekten Franz Hölzl die Entwürfe für die Rekonstruktion der Schrannenhalle sowie die Errichtung eines neuen Kopfbaus an selbiger. Aufgrund von Auseinandersetzungen zwischen dem Erbbaurechtgeber (Landeshauptstadt München) und dem Investor (Deutsche Beamtenvorsorge Immobilienholding AG) kam es letztendlich nicht zur planungskonformen Ausführung.
Im Jahre 2004 entwickelte Stefan A. Schumer im Auftrag der Stadt Wien den Masterplan für die zentrale Abfallwirtschaft am ehemaligen Waagner-Biro-Gelände, welcher aber nicht realisiert wurde.
Schumer ist seit 1992 Mitglied der Österreichischen Gesellschaft für Architektur, der Zentralvereinigung der Architekten Österreichs sowie der Architekten- und Stadtplanerkammer Hessen. Ferner ist er Mitglied des Künstlerhauses Wien und der Gesellschaft der Freunde der bildenden Künste. 1995 und 1996 lehrte er als Gastprofessor an der Akademie der bildenden Künste Wien, von 2004 bis 2006 an der Akademie der Bildenden Künste München und 2009 an der Fachhochschule Köln. Seit 2012 unterrichtet er als Gastprofessor an der Akademie der Künste Sarajevo.
Im Jahre 2015 wurde Stefan A. Schumer von Luciano Benetton und Peter Noever zur Beteiligung am Projekt Germany, mon amour! eingeladen, einem Teil des weltweiten Imago Mundi Projektes – Weltarchiv der Kunst der Fondazione Benetton Studi Ricerche. Ziel des Archivs Germany, mon amour! ist es, eine Auswahl von über zweihundert maßgebenden Künstlern, Architekten und Designern zu präsentieren.
Alle zur Verfügung gestellten Arbeiten werden in weltweit unterschiedlichen Orten, in Zusammenarbeit mit privaten Institutionen, internationalen Organisationen und öffentlichen Museen – beginnend in
der Fondazione Giorgio Cini anlässlich der La Biennale di Venezia 2015 – ausgestellt und schließlich in die Luciano Benetton Collection aufgenommen.

## Auszeichnungen
- 1989 Fügerpreis der Akademie der bildenden Künste, Wien
- 1990 Würdigungspreis des Bundesministers für Wissenschaft und Forschung der Republik Österreich